# Gyóró

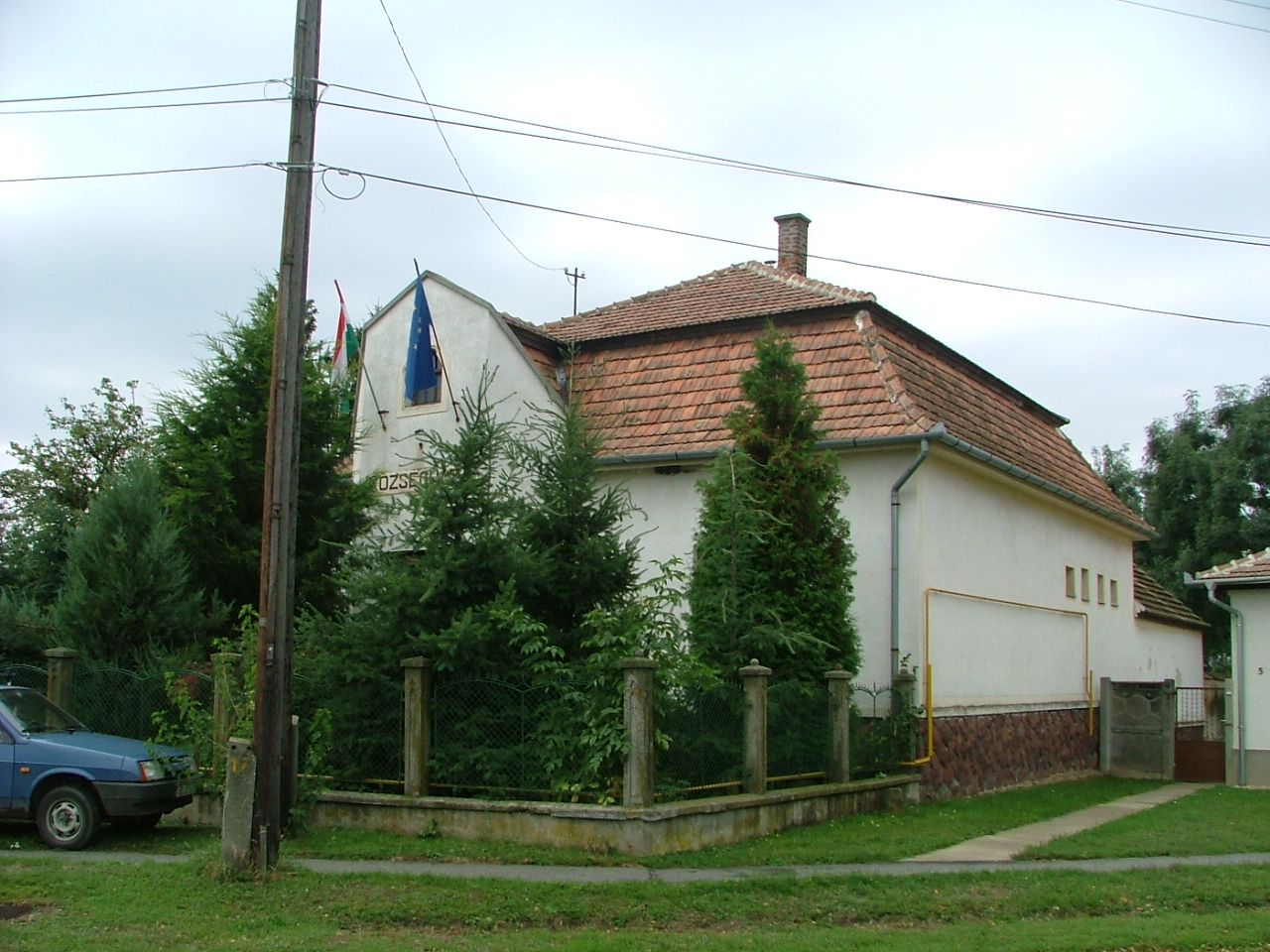
A községháza

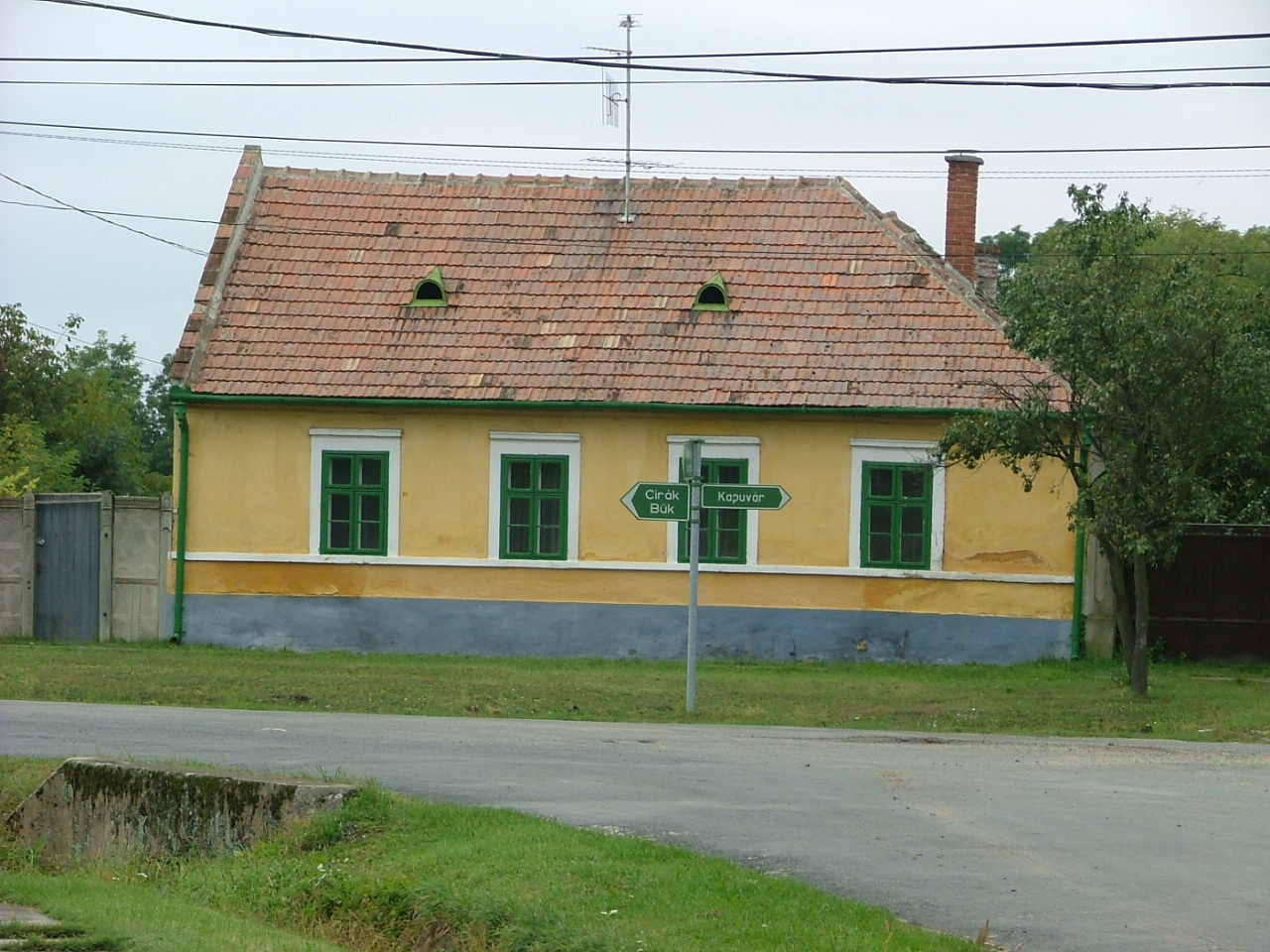
A 8603-as és 8613-as utak elágazását jelölő táblák a két út közös szakaszával; a harmadik irány táblájának itt nem olvasható felirata: Mihályi / Csorna

Gyóró község Győr-Moson-Sopron vármegyében, a Kapuvári járásban található.

## Fekvése
Magyarország északnyugati részén, Kapuvártól délre helyezkedik el. A Répce-vidék települései közé tartozik, a Kapuvár–Celldömölk között húzódó 8611-es úttól nyugatra fekszik.

### Megközelítése
Lakott területén kelet–nyugati irányban a Farádtól a falu nyugati határszéléig húzódó 8603-as út, észak–déli irányban pedig a Kapuvártól Cirákig vezető 8613-as út halad végig, ezeken könnyen megközelíthető a szomszédos települések többsége felől. Közigazgatási területén áthalad még a Beled-Pinnye közt húzódó 8612-es út, határszélét pedig érinti még a 8618-as út is.
Vasútvonal nem érinti, a legközelebbi vasúti csatlakozási lehetőséget a Hegyeshalom–Porpác-vasútvonal Beled vasútállomása kínálja, mintegy 6,5 kilométerre délkeletre. Kapuvár és Gyóró között rendszeresen indulnak autóbuszjáratok is.

## Története és mai élete
1241-ből maradt fenn első írásos említése Villa Gyorou alakban. A 13. századig a soproni királyi várnak erdőőrei és katonái lakják. 1401-ben árvíz pusztítja el a települést. A 16. század első felében a Csák nemzetségből származó Kisfaludy és Ládonyi, valamint a szentandrási Monthorok birtokolták. 1622-ben a Kisfaludy család valamennyi birtokot egyesítette. A 18. századtól több család is birtokot szerzett, közülük a legjelentősebb a Barthodeinkiek lettek. Az 1683-as török hadjárat során heves harcok dúltak a Répce-hídnál. Valószínűleg ennek az emlékét őrzi a Gyóró melletti Tatárföldi major elnevezés. 1704-ben a gyórói mezőn Heister generális ütött tábort és innen intézett kiáltványt Sopron vármegyéhez. A 18. században gyarapodott a falu lakossága, amely erdőirtással növelte a szántóterületet. A termőföld azonban rossz minőségű, erősen kavicsos, sok munka mellett is kevés termést ad. A 20. század elején a lakosság jelentős része nem tudott megélni saját földjéből, ezért mezőgazdasági munkásként, napszámosként vállalt munkát. Télen az erdei munka segítette a megélhetést.
Gyóró népessége a 18. század végén indult növekedésnek. Ez a tendencia folytatódott a 19. században is. 1850-ben 430-an, 1890-ben pedig már 765-en éltek itt, ami 30 év alatt több mint másfélszeres növekedést jelent. Gyóró történetében ez a demográfiai csúcs, ezt a lélekszámot mind a mai napig nem tudta elérni a település. A 20. században a falu népessége folyamatosan csökkent. 1930-ban 734 volt a falu lakóinak száma. A népesség fogyása a második világháború után felgyorsult. 1949-ben 672-en, 1960-ban 699-en, 1970-ben 572-en éltek a faluban. Jelenleg 419 fő alkotja a falu összlakosságát. Ebből 202 férfi és 217 nő. Bár jelenleg a ki- és beköltözések aránya kiegyenlíti egymást, a halálozási szám évről évre magasabb, mint a születések száma. A fokozatos elöregedés veszélye is fenyegeti a falut, a nyugdíjasok aránya jelenleg 30%-os. Vallás megoszlás tekintetében a lakosság 80%-a a római katolikus egyház tagja, 20%-a pedig evangélikus.
1990-ben alakult meg az önkormányzat. A képviselő-testületet és tisztségviselőit független képviselők alkotják, és szűkös keretek között gazdálkodik. Gyóró számos társulásban vesz részt. Intézményirányító társulás az alapfokú oktatás fenntartására Cirákkal és Dénesfával közösen, hatósági Igazgatási Társulás (adó- és építésügy), Házi szociális gondozás (Kapuvár Város Önkormányzata), Útügyi Társulás (Rábapordány), Védőnői szolgálat (Himód), Kis-Rába Menti Önkormányzatok Térségfejlesztő Társulása.
1945-ben megalakult a Földosztó Bizottság, 227 kh  földet osztottak ki 77 igénylő között. 1959-ben megalakult a II. Rákóczi Ferenc Termelőszövetkezet, amit 1973-ban összevontak a Mihályi Táncsics Termelőszövetkezettel.
A falu villamosítására 1954-ben került sor. A nagy infrastrukturális beruházások időszaka az 1990-es években kezdődött. 1991-ben kiépült a vezetékes ívóvízhálózat. 1994-ben Gyóró bekapcsolódott a crossbar-rendszerbe. Jelenleg a háztartások 40%-a rendelkezik telefonnal. 1995-ben lefektették a vezetékes földgázhálózatot. 1992-ben került sor az utak pormentesítésére, a középületek felújítására, valamint az autóbuszmegállókban a leszállószigetek megépítésére. Megoldott a szilárd kommunális hulladék összegyűjtése, elhelyezése.
1962–63-ban épült fel az óvoda épülete. A húszszemélyes apköziotthonos óvodában két óvodapedagógus 18 gyermeket lát el. Gyóró iskolája 1929-ben készült el. 1945-ig külön katolikus és evangélikus iskolája is volt. Jelenleg az egy osztálytermes iskolában egy pedagógus 11 tanulóval foglalkozik. A művelődést, kikapcsolódást művelődési ház és könyvtár szolgálja. A sportolni vágyókat a Répcementi Sportegyesület fogja össze, egy sportpálya áll a rendelkezésükre.
Az aktív lakosság a mezőgazdaságban vállal munkát, vagy bejár a környező települések, főleg Beled, Répcelak, Kapuvár munkahelyeire. Az 1990-es években megnőtt a vállalkozókedv. Jelenleg tíz vállalkozást tartanak nyilván.

## Közélete

### Polgármesterei
- 1990–1992: Bebes Sándor (független)[3][4]
- 1992?–1994: Ötvös László (nem ismert)[5]
- 1994–1998: Ötvös László (független)[6]
- 1998–2002: Ötvös László (független)[7]
- 2002–2006: Ötvös László (független)[8]
- 2006–2010: Ötvös László (független)[9]
- 2010–2014: Ötvös László István (független)[10]
- 2014–2019: Zsirai Jenő (független)[11]
- 2019–2024: Zsirai Jenő (független)[12]
- 2024– : Zsirai Jenő (független)[1]

1992-ben a polgármesteri tisztség Bebes Sándor halála miatt megüresedett.

## Népesség
A település népességének változása:
| Lakosok száma | 382  | 388  | 383  | 374  | 371  | 372  | 364  |
|               | 2013 | 2014 | 2015 | 2021 | 2022 | 2023 | 2024 |

A 2011-es népszámlálás során a lakosok 91%-a magyarnak, 1,1% cigánynak, 0,8% németnek, 0,3% lengyelnek, 0,3% örménynek mondta magát (8,7% nem nyilatkozott; a kettős identitások miatt a végösszeg nagyobb lehet 100%-nál). A vallási megoszlás a következő volt: római katolikus 76,8%, evangélikus 9,2%, református 0,3%, felekezeten kívüli 2,9% (10,8% nem nyilatkozott).
2022-ben a lakosság 90,8%-a vallotta magát magyarnak, 2,2% németnek, 0,8% cigánynak, 0,5% lengyelnek, 0,3% szlováknak, 2,7% egyéb, nem hazai nemzetiségűnek (8,1% nem nyilatkozott; a kettős identitások miatt a végösszeg nagyobb lehet 100%-nál). Vallásuk szerint 50,9% volt római katolikus, 8,1% evangélikus, 1,1% református, 0,3% görög katolikus, 4% egyéb katolikus, 2,4% felekezeten kívüli (33,2% nem válaszolt).

## Látnivalók
- Római katolikus templom – A község idegenforgalmi látnivalója a műemlék jellegű római katolikus templom, amelyet 1794-ben a szentgyörgyi Horváth család építtetett. A templom egyhajós, középtornyos, későbarokk épület. A szentélyben Dorfmeister István kései freskója látható: A 12 éves Jézus a templomban.
- Vízimalom